# Blue Streak
Blue Streak (bra: Um Tira Muito Suspeito) é um filme americano de comédia de ação policial lançado em 17 de setembro de 1999, dirigido por Les Mayfield, é protagonizado pelo ator Martin Lawrence. O filme contou com Luke Wilson, Dave Chappelle, Peter Greene e William Forsythe.

## Sinopse
Miles Logan (Martin Lawrence) era um ladrão de jóias, mas as coisas não correm muito bem em um assalto em que ele rouba um grande diamante, pois Deacon (Peter Greene), um cúmplice, o traiu e ele acabou sendo preso. Mas antes de ser capturado Miles escondeu a gema no duto do ar de um edifício em construção, para poder recuperá-la quando fosse solto. Dois anos depois Logan libertado e, desesperado, descobre que o prédio onde escondeu a pedra agora o quartel-general da polícia de Los Angeles. Tentando recuperar o diamante, ele se faz passar por Malone, um detetive que teria sido transferido. Mas antes que possa recuperar a pedra ele se torna parceiro de Carlson (Luke Wilson), um detetive aparentemente ingênuo, com quem tem que investigar roubos. Com Deacon no seu rastro, ele tenta recuperar a gema enquanto que paralelamente ilude os policiais de tal forma que logo se torna detetive-chefe da seção de roubos e, apesar de ainda querer o diamante, vai se tornando um exemplo entre os policiais.

## Elenco
- Miles Logan / Malone — Martin Lawrence
- Carlson - Luke Wilson
- Deacon - Peter Greene
- Tulley — Dave Chappelle
- Detetive Hardcastle - William Forsythe
- Melissa Green — Nicole Ari Parker
- Rizzo — Graham Beckel
- Glen — Robert Miranda
- Jean LaFleur — Olek Krupa
- Benny — Saverio Guerra
- Tio Lou — Richard C. Sarafian
- Janiece — Tamala Jones
- Detetive Diaz — Julio Oscar Mechoso
- Agente Gray — Steve Rankin
- Capitão Penelli — Carmen Argenziano
- Eddie — John Hawkes

## Recepção
No site agregador de críticas Rotten Tomatoes, 36% das 69 resenhas dos críticos são positivas. O consenso diz: "Martin Lawrence empresta seu toque de comédia, mas o filme não é muito mais do que uma cansada comédia de ação padrão".
O Metacritic, que usa uma média ponderada, atribuiu ao filme uma pontuação de 46 em 100, baseado em 26 críticos, indicando críticas "mistas ou médias".

## Trilha sonora
1. "Girl's Best Friend" - Jay-Z
2. "Criminal Mind" - Tyrese e Heavy D
3. "Damn (Should've Treated U Right)" - So Plush e Ja Rule
4. "While You Were Gone" - Kelly Price
5. "I Put You On" - Keith Sweat e Da Brat
6. "Blue Diamond" - Raekwon e Chip Banks
7. "Get Away" - TQ e Krayzie Bone
8. "Rock Ice" - Hot Boys e Big Tymers
9. "Na Na Be Like" - Foxy Brown
10. "Gimme My Money" - Rehab
11. "Da Freak" - Da Shortiez e 69 Boyz
12. "Please Don't Forget About Me" - Ruff Endz
13. "All Eyes on Me (Revisiting Cold Blooded)" - Strings e Keith Sweat
14. "Playboy Like Me" - Playa[4]